# ミロクローゼ
『ミロクローゼ』（英題：Milocrorze: A Love Story）は、2011年の日本のファンタジー映画（日本での一般公開は2012年11月24日）。監督は石橋義正、出演は山田孝之と石橋杏奈など。ディーライツ配給。
失恋した男が自分を捨てた女の幻影を求め時空をさすらう3部構成のラブファンタジー。

## 登場人物
オブレネリ・ブレネリギャー
演 - 山田孝之（成長後37歳時）、下地幸多（幼少期7歳時）
オレンジ色のおかっぱ頭の外国人。子供っぽい性格をしている。
熊谷ベッソン
演 - 山田孝之
青春相談員。愛の伝道師。
多聞（タモン）
演 - 山田孝之
片目の浪人。さらわれた恋人ユリを探すために時空をさまよう。
ユリをさらった強盗団を追う途中、強盗一味がベッソンの車にはねられる。
偉大なミロクローゼ
演 -  マイコ
オブレネリ・ブレネリギャーが恋する神秘的な美女。
ユリ / 蜘蛛伊（くもい）
演 - 石橋杏奈
花屋の店員。多聞の恋人。謎の強盗団にさらわれる。
蛾禅（がぜん）
演 - 鈴木清順
伝説の刺青師。ユリの行方に関する手がかりを多聞に与える。
新幹線パーサー
演 - 佐藤めぐみ
ベッソンに恋愛相談をした青年が想いを寄せる女性。
雪音（ゆきね）
演 - 岩佐真悠子
多聞がユリを探して辿り着いた遊郭・天柘楼の案内人。
賭場オーナー
演 - 武藤敬司
天柘楼の賭場のオーナー。
お竜（おりゅう）
演 -  原田美枝子
天柘楼の賭場の壷振り師。
なきゃむら
演 - 奥田瑛二
温泉旅館「なきゃむら」の主人。粗暴な性格の男。
「偉大なミロクローゼ」をめぐってオブレネリ・ブレネリギャーと一悶着起こす。
女萎魅（めなみ）
演 - 椿かおり
天柘楼の遊女七人衆の1人。身体が異様に柔らかい。

## スタッフ
- 監督・脚本・美術・編集・音楽：石橋義正
- 制作：泉正隆、小澤俊晴、斉藤寛朗
- 音楽：久保田修、生駒祐子、清水恒輔
- 撮影：小山田勝治[2]
- 美術デザイン：江村耕市、舩引亜樹
- 美術：Kimura Mazuka、Takagi Yoshitaka、Tomioka Jun[8]
- 衣装：天野恭子、江村耕市、BESPOKE TAILOR DMG[9][10]
- 効果： Teraoka Masahiro (Galaxy of Terror)[8]
- 製作：「ミロクローゼ」製作委員会（カズモ、石橋プロダクション[2]、ディーライツ）
- 配給：ディーライツ

## エピソード
遊女役のダンサーとして出演している椿かおりは主演の山田孝之の実姉であり、今回が初共演である。しかし、この共演は偶然であり、監督をはじめとする周囲は2人が姉弟であることを知らず、2人もその事実を明かさずに撮影を行った。撮影が全て終わった後に山田が監督だけに姉弟であることを明かした。

## 評価
- 2011年7月14日から8月7日までカナダ・モントリオールで開催されたファンタジア国際映画祭 (Fantasia Festival) において以下の賞を受賞[13]。
  - 長編劇映画部門 最優秀監督賞（石橋義正）
  - 観客賞部門 長編アジア映画 銀賞
  - 最も革新的な長編劇映画部門 金賞（Most Innovative Feature: GOLD）
  - Guru賞 最もエネルギッシュな長編劇映画部門 銀賞（Guru Prize for the Most Energetic Feature: SILVER）

- 2011年9月22日から9月29日まで米テキサス州オースティンで開催された全米最大のジャンル映画祭ファンタスティック・フェス (Fantastic Fest) においてファンタスティック映画部門最優秀作品賞受賞[14]。

- 2012年3月19日に香港で開催された第6回アジアン・フィルム・アワードで衣装部門（天野恭子、江村耕市）にノミネートされた（受賞はならず）[9]。

- 「ぴあ」調査による2012年11月23日、24日公開の映画・満足度ランキングにおいて、20代から40代を中心に高い支持を集め、トップとなった[15]。

## 映画祭参加
- 2011年2月18日および27日に恵比寿映像祭で先行上映[3]
- 2011年3月30日および4月2日に香港国際映画祭で上映[16]
- 2011年4月28日に日本映画祭（フランクフルト）で上映[2]
- 2011年5月8日にテラコッタ・ファー・イースト・フィルム・フェスティバル（ロンドン）で上映[17]
- 2011年6月25日、7月3日、12日に台北映画祭で上映[18]
- 2011年7月1日から14日まで開催されるニューヨーク・アジア映画祭 (New York Asian Film Festival) においてオープニング上映[19]
- 2011年7月14日から24日まで開催される富川国際ファンタスティック映画祭のワールドファンタスティックシネマ部門に出品[20]
- 2011年7月15日にファンタジア・フェスティバル（モントリオール）で上映[21]
- 2011年9月23日と9月28日にファンタスティック・フェス（米テキサス州オースティン）で上映[22]
- 2011年11月11日にハリウッド・チャイニーズ・シアターで行なわれる日本映画祭「LA EigaFest 2011」でプレミア上映[23]
- 2011年11月から12月にかけてオーストラリアで開催される第15回日本映画祭において11月25日（シドニー）と12月5日（メルボルン）に上映[24]
- 2012年8月2日から8月9日まで開催される第1回サンパウロ・アジア映画文化フェスティバル（Festival de Cinema e Cultura Asiática de São Paulo）TRAFFICにおいて8月3日と8月5日に上映[25]

## Blu-ray & DVD
2013年4月2日にハピネットから発売、レンタルDVDも同時リリース予定。